# Deinhardt Bräu Vieselbach

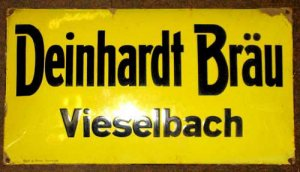
Deinhardt Bräu Vieselbach

Deinhardt Bräu Vieselbach ist eine ehemalige Biermarke der August Deinhardt Bierbrauerei Vieselbach. Die 1867 gegründete Brauerei schloss 1945. Die Marke Deinhardt Bräu gab es auch in Weimar. Ein an die Vieselbacher Rezeptur angelehntes Bier wird im Felsenkeller Weimar gebraut.

## Historisches zum Brauereigründer August Deinhardt und seiner Brauerei
August Deinhardt war einer von fünf Söhnen eines Brauereibesitzers. Er entstammte einer fränkischen Brauereifamilie, die allerdings bereits seit Langem in Thüringen ansässig, aber auch in Franken aktiv war.  Diese fünf Söhne versuchten in Weimar, Mellingen ihr Glück. Sie waren nicht erfolglos in ihren Bemühungen geblieben. August Deinhardt baute in Vieselbach 1866 eine Brauerei auf einer Parkanlage zwischen Amtsgericht und Mühlplatz. Dazu mussten mehrere Brunnen gebohrt werden. Er konnte bereits 1867 mit dem Betrieb beginnen und expandierte. So kaufte er bereits 1871 das alte Gemeindebrauhaus in Hochstedt hinzu, übernahm das Inventar und ließ das Hochstedter Haus danach abreißen. Es blieb nicht beim reinen Bierbrauen. Deinhardt baute Gebäude nicht nur für die Brauerei und seine Angestellten, sondern auch einen Eiskeller. Die Brunnenanlagen wurden auch zur Speisung eines Freibades genutzt, um der Gemeinde Kosten zu ersparen. Das Projekt der Brauerei von August Deinhardt war das größte Projekt vor der Jahrhundertwende in Vieselbach. In den 1880er Jahren brannte diese zum Teil nieder und musste neu aufgebaut werden. So entstand eine neue Mälzerei, ein neues Sudhaus, eine Schankhalle und ein Eiskeller. Gebaut wurde der Wiederaufbau der Brauerei von der Firma Albert Mempel. 1897 ließ sich der Brauereibesitzer eine Villa in Vieselbach errichten: die Villa Deinhardt. 1904 folgten neue Brauereigebäude aus Backstein, die zusammen mit der Villa einen großen Wirtschaftshof umgaben. Ihm schloss sich eine weitläufige Parkanlage und ein Wäldchen an.
Im Zweiten Weltkrieg wurden die Eiskeller bei Fliegeralarm als Schutzbunker genutzt. Die Brauerei wurde 1945 geschlossen.
Die Brauereigebäude wurden in den 1970er- und 1980er-Jahren zu einer Wohnanlage umgebaut. Nach der Wende übernahm die Kommunale Wohnungsgesellschaft mbH (KoWo) Erfurt das Gelände. Das Grundstück wechselte mehrfach den Besitzer und es erfolgten Sanierungsplanungen, die jedoch nicht umgesetzt wurden. 2015 wurde das Grundstück mit allen Gebäuden verkauft.
Der Name des Brauereibesitzers findet sich seit 2002 in Vieselbach im August-Deinhardt-Weg. Auch gibt es eine Brauhausstraße.
Die in der Brauereistraße befindlichen Gebäude wie der Brauereikeller stehen auf der Liste der Kulturdenkmale in Vieselbach. Auch gibt es zwei Brauereiteiche.